# Liam Gillion
Liam Gillion (Auckland, 17 de octubre de 2002) es un futbolista neozelandés que juega en la demarcación de delantero para el Auckland FC de la A-League.

## Selección nacional
El 15 de noviembre de 2024 hizo su debut con la selección de fútbol de Nueva Zelanda en un encuentro de clasificación para la Copa Mundial de Fútbol de 2026 contra Vanuatu que finalizó con un resultado de 8-1 a favor del combinado neozelandés tras los goles de Matthew Garbett, Elijah Just, Sarpreet Singh, Callum McCowatt, y dobletes de Tyler Bindon y Chris Wood para Nueva Zelanda, y de Jordy Tasip para Vanuatu.

## Clubes
| Club               | País          | Año       | Partidos | Goles |
| ------------------ | ------------- | --------- | -------- | ----- |
| Western Suburbs FC | Nueva Zelanda | 2019-2021 | 43       | 8     |
| Auckland City FC   | Nueva Zelanda | 2022-2024 | 86       | 32    |
| Auckland FC        | Nueva Zelanda | 2024-     | 11       | 0     |